# Эластичность предложения труда Фриша
Эластичность предложения труда Фриша (или по Фришу) — показатель, который отражает чувствительность количества отработанных часов (отработанного времени) на изменения ставки оплаты труда при постоянстве предельной полезности богатства. Другими словами, эластичность Фриша оценивает эффект замещения изменения в ставке оплаты труда на предложение труда. 
Название связано с именем экономиста Рагнара Фриша.
При определенных условиях, постоянная предельная полезность богатства предполагает постояннство предельной полезности потребления.